# Phyllanthus liesneri
Phyllanthus liesneri är en emblikaväxtart som beskrevs av Grady Linder Webster. Phyllanthus liesneri ingår i släktet Phyllanthus och familjen emblikaväxter. Inga underarter finns listade i Catalogue of Life.